# Göpfritz an der Wild
Göpfritz an der Wild ist eine Marktgemeinde mit 1743 Einwohnern (Stand 1. Jänner 2025) im Bezirk Zwettl in Niederösterreich.

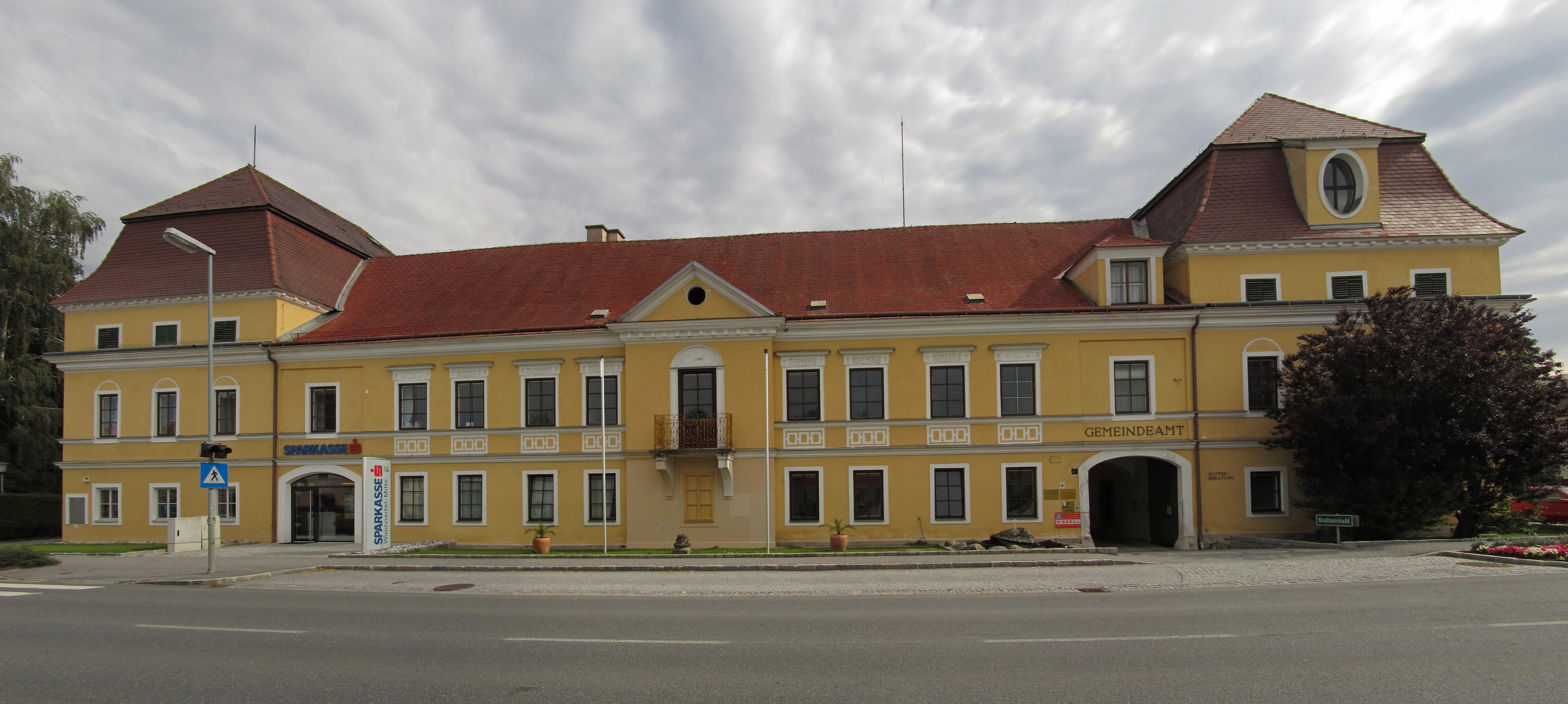
Das Gemeindeamt im Schloss Göpfritz an der Wild

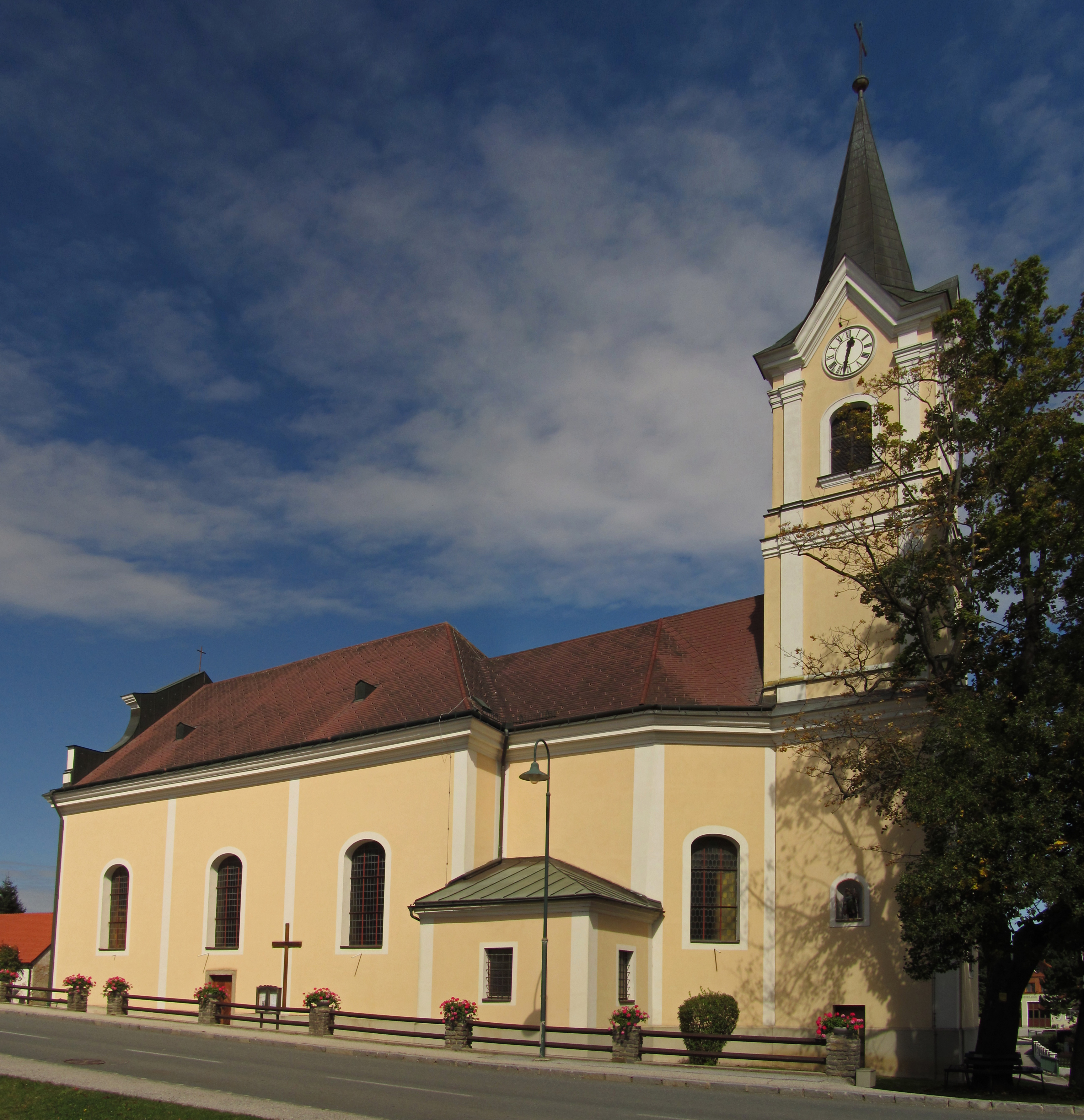
Pfarrkirche Scheideldorf

## Geografie

### Geografische Lage
Göpfritz an der Wild liegt im Herzen des Waldviertels in Niederösterreich etwa 20 Kilometer nordöstlich der Bezirkshauptstadt Zwettl. Die Fläche der Marktgemeinde umfasst 60,58 Quadratkilometer. 36,93 Prozent der Fläche sind bewaldet. Die Wild ist ein Waldgebiet nördlich des Truppenübungsplatzes Allentsteig.
Göpfritz liegt an der Waldviertler Straße B 2, an der Franz-Josefs-Bahn und am insgesamt 111 km langen Radweg Thayarunde.

### Gemeindegliederung
Das Gemeindegebiet umfasst folgende neun Ortschaften (in Klammern Einwohnerzahl Stand 1. Jänner 2025):
- Almosen (65)
- Breitenfeld (173)
- Georgenberg (15)
- Göpfritz an der Wild (751)
- Kirchberg an der Wild (147)
- Merkenbrechts (169)
- Scheideldorf (193)
- Schönfeld an der Wild (115)
- Weinpolz (115)

Die Gemeinde besteht aus den Katastralgemeinden Almosen, Äpfelgschwendt, Breitenfeld, Göpfritz an der Wild, Kirchberg an der Wild, Merkenbrechts, Scheideldorf, Schönfeld und Weinpolz.
Die Marktgemeinde Göpfritz an der Wild ist Mitglied der Kleinregion ASTEG.

### Nachbargemeinden
|             | Groß-Siegharts (Waidhofen)                  | Ludweis-Aigen (Waidhofen) |
| Schwarzenau | Kompassrose, die auf Nachbargemeinden zeigt | Brunn (Horn)              |
| Allentsteig |                                             | Röhrenbach (Horn)         |

## Geschichte
Die erste urkundliche Erwähnung erfolgte 1308 im Stiftungsbuch von Zwettl als Goetfrids pei dem Neitzen. Im Jahr 1454 wird als Verwaltungszentrum einer kleinen Gutsherrschaft ein „Festes Haus“ genannt.
Als sich die kaiserlichen Truppen 1809 nach der Niederlage bei Regensburg gegen die Franzosen Richtung Wien zurückzogen, übernachtete Kaiser Franz I. im Göpfritzer Schloss und Erzherzog Karl im Pfarrhof. Hier erhielt sie am 13. Mai 1809 die Nachricht von der Einnahme Wiens durch die Franzosen.
Letzte Inhaber der Herrschaft Göpfritz war Karl Gundaker Graf von Starhemberg, bis in Folge der Reformen 1848/1849 die Allodialherrschaft aufgelöst wurde.
Im Jahr 1869 wurde der Zugverkehr der Franz-Josefs-Bahn auf der Strecke von Budweis über Göpfritz nach Eggenburg aufgenommen.
Laut Adressbuch von Österreich waren im Jahr 1938 in der Ortsgemeinde Göpfritz an der Wild ein Arzt, zwei Bäcker, eine Baustoffhändlerin, eine Baumschule, eine Bandfabrik, ein Binder, ein Eisenwarenhändler, ein Elektrotechniker, ein Fleischer, zwei Friseure, fünf Gastwirte, ein Gärtner, vier Gemischtwarenhändler, eine Hebamme, ein Kohlenhändler, drei Landesproduktehändler, ein Maurermeister, ein Mechaniker, ein Schlosser, zwei Schmiede, zwei Schneider und zwei Schneiderinnen, ein Schuster, eine Strickerei, zwei Tischler, ein Viehhändler, vier Viktualienhändler, ein Wagner, ein Zahntechniker und zahlreiche Landwirte ansässig. Außerhalb des Ortes gab es eine Ziegelei.
Im Zuge der Niederösterreichischen Kommunalstrukturverbesserung wurden Anfang 1971 die Gemeinden Breitenfeld, Kirchberg an der Wild, Merkenbrechts, Scheideldorf, Schönfeld und Weinpolz eingegliedert.

### Einwohnerentwicklung
| Göpfritz an der Wild: Einwohnerzahlen von 1869 bis 2025 | Göpfritz an der Wild: Einwohnerzahlen von 1869 bis 2025 | Göpfritz an der Wild: Einwohnerzahlen von 1869 bis 2025 | Göpfritz an der Wild: Einwohnerzahlen von 1869 bis 2025 | Göpfritz an der Wild: Einwohnerzahlen von 1869 bis 2025 |
| ------------------------------------------------------- | ------------------------------------------------------- | ------------------------------------------------------- | ------------------------------------------------------- | ------------------------------------------------------- |
| Jahr                                                    |                                                         |                                                         |                                                         | Einwohner                                               |
| 1869                                                    | 1869                                                    |                                                         | 2.834                                                   | 2.834                                                   |
| 1880                                                    | 1880                                                    |                                                         | 2.928                                                   | 2.928                                                   |
| 1890                                                    | 1890                                                    |                                                         | 2.849                                                   | 2.849                                                   |
| 1900                                                    | 1900                                                    |                                                         | 2.774                                                   | 2.774                                                   |
| 1910                                                    | 1910                                                    |                                                         | 2.894                                                   | 2.894                                                   |
| 1923                                                    | 1923                                                    |                                                         | 2.905                                                   | 2.905                                                   |
| 1934                                                    | 1934                                                    |                                                         | 2.874                                                   | 2.874                                                   |
| 1939                                                    | 1939                                                    |                                                         | 2.822                                                   | 2.822                                                   |
| 1951                                                    | 1951                                                    |                                                         | 2.626                                                   | 2.626                                                   |
| 1961                                                    | 1961                                                    |                                                         | 2.416                                                   | 2.416                                                   |
| 1971                                                    | 1971                                                    |                                                         | 2.233                                                   | 2.233                                                   |
| 1981                                                    | 1981                                                    |                                                         | 1.986                                                   | 1.986                                                   |
| 1991                                                    | 1991                                                    |                                                         | 1.881                                                   | 1.881                                                   |
| 2001                                                    | 2001                                                    |                                                         | 1.809                                                   | 1.809                                                   |
| 2011                                                    | 2011                                                    |                                                         | 1.846                                                   | 1.846                                                   |
| 2021                                                    | 2021                                                    |                                                         | 1.790                                                   | 1.790                                                   |
| 2025                                                    | 2025                                                    |                                                         | 1.743                                                   | 1.743                                                   |
| Quelle(n): Statistik Austria, Gebietsstand 1.1.2021     |                                                         |                                                         |                                                         |                                                         |

## Kultur und Sehenswürdigkeiten

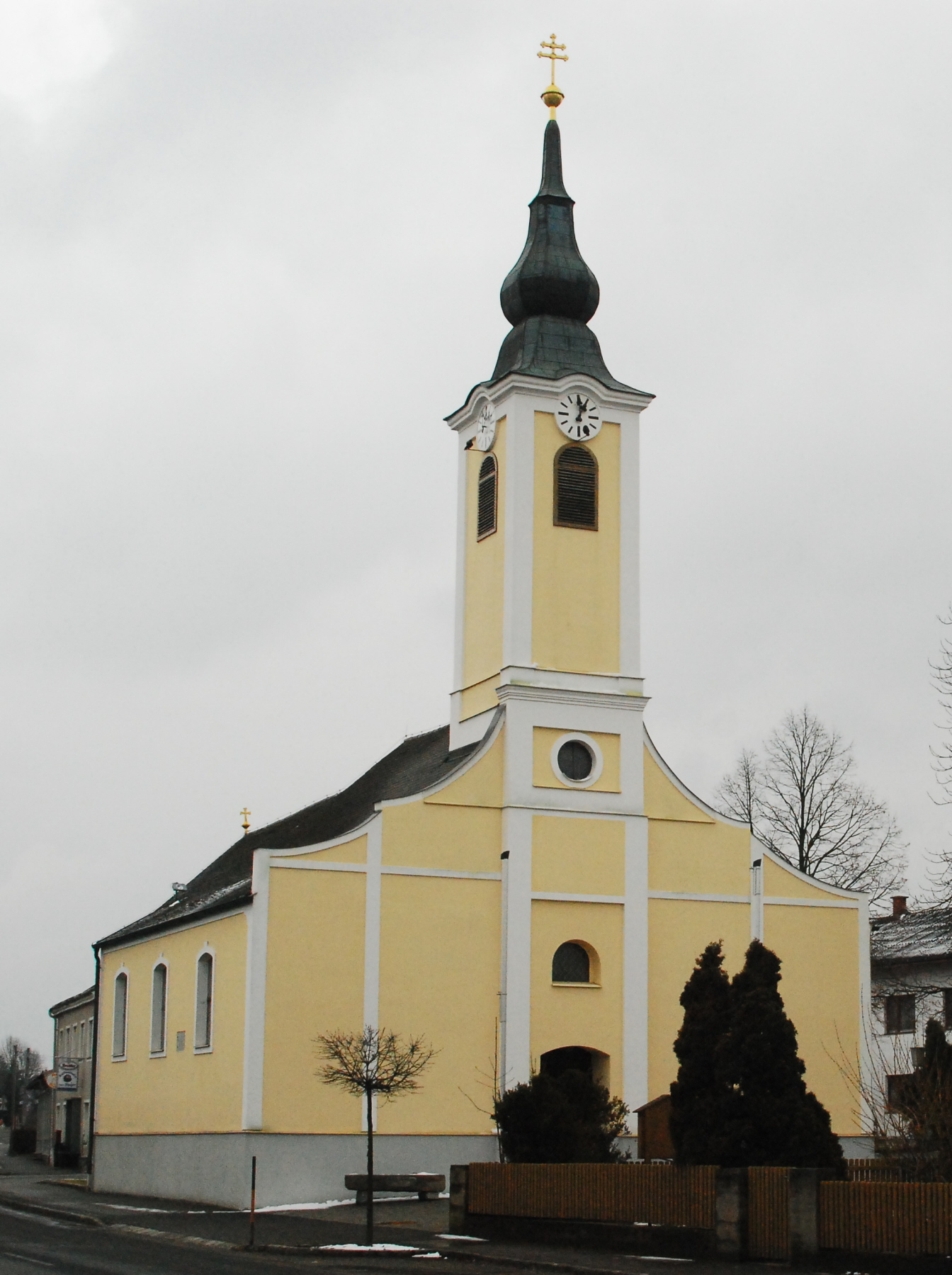
Pfarrkirche Göpfritz an der Wild

- Katholische Pfarrkirche Göpfritz an der Wild hl. Johannes Nepomuk
- Katholische Pfarrkirche Kirchberg an der Wild Hll. Peter und Paul
- Katholische Pfarrkirche Scheideldorf hl. Florian

## Wirtschaft und Infrastruktur
Nichtlandwirtschaftliche Arbeitsstätten gab es im Jahr 2001 55, land- und forstwirtschaftliche Betriebe nach der Erhebung 1999 158. Die Zahl der Erwerbstätigen am Wohnort betrug nach der Volkszählung 2001 756. Die Erwerbsquote lag 2001 bei 42,28 Prozent.

### Öffentliche Einrichtungen
In Göpfritz befindet sich ein Kindergarten und eine Volksschule.

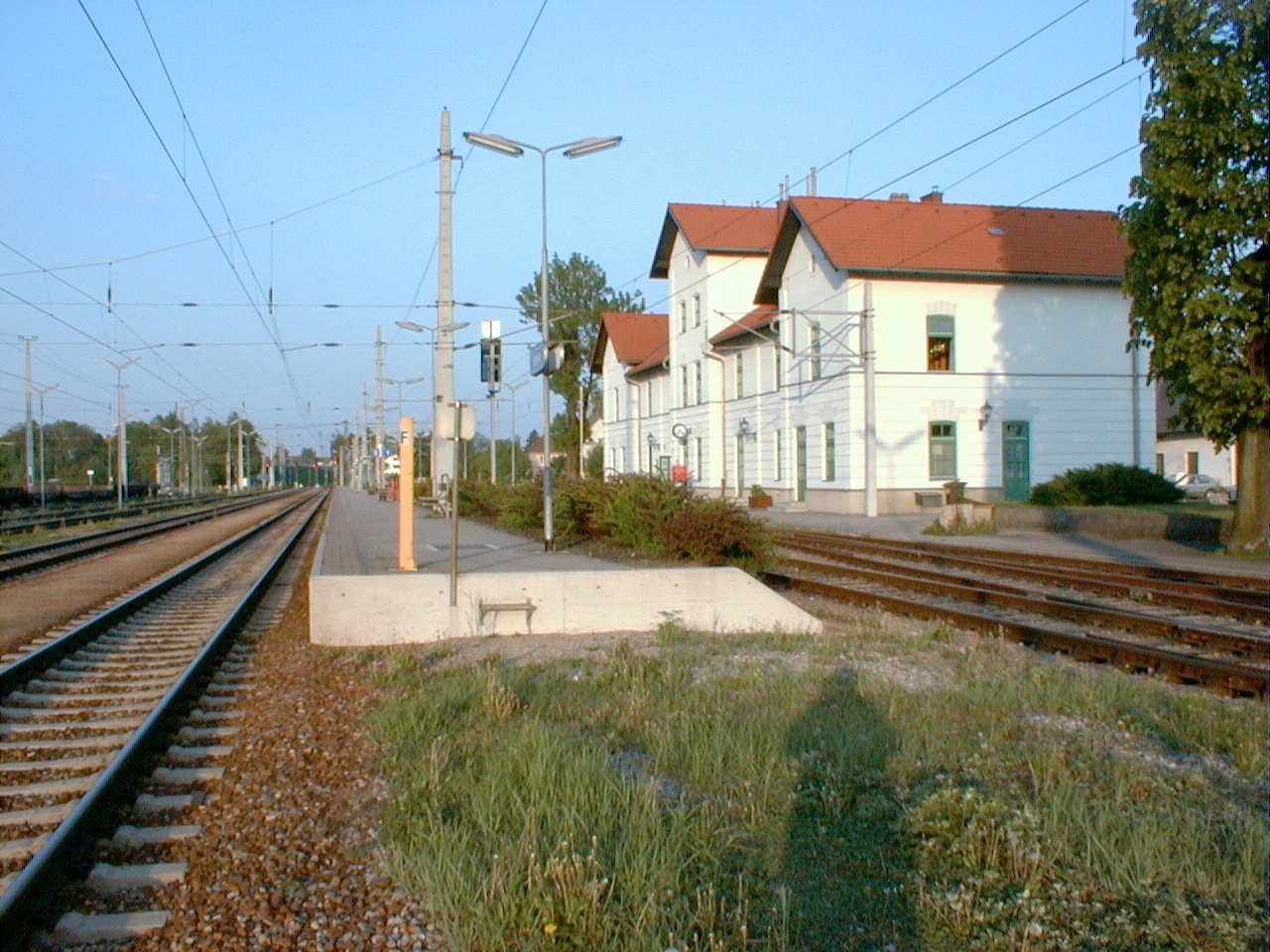
Der Bahnhof Göpfritz

### Verkehr
- Eisenbahn: Göpfritz besitzt einen Bahnhof an der Franz-Josefs-Bahn und hat damit Direktverbindungen nach Gmünd und Wien.[8] Bis zum 28. September 1986 bestand eine Personenverkehrsanbindung nach Raabs an der Thaya. Im Jahre 2000 wurde die Strecke stillgelegt, ab 2013 vollständig abgerissen und zu einer Radtrasse umgebaut. An dieser Bahnstrecke besaßen auch Kirchberg und Schönfeld an der Wild eine Bahnhaltestelle. Siehe: Lokalbahn Göpfritz–Raabs
- Straße: Durch Göpfritz verläuft die Waldviertler Straße B2. Im Ort zweigt die Waidhofener Straße B5 nach Norden ab.

## Politik

### Gemeinderat
Im Marktgemeinderat gibt es nach der Gemeinderatswahl vom 26. Jänner 2025 bei insgesamt 19 Sitzen folgende Mandatsverteilung: ÖVP 11, SPÖ 2 und FPÖ 6.

### Bürgermeister
Bürgermeisterin der Marktgemeinde ist Silvia Riedl-Weixlbraun.

### Wappen
Die Wappenbeschreibung der Marktgemeinde lautet:
In einem blauen Schild erscheint schwebend der goldene Buchstabe G in gotischer Schrift. Im Schilderfuße ist eine von Nadelwäldern umgebene hügelige Wiese, auf der sich drei Baumstrünke befinden. Im Vordergrund erhebt sich eine aus dem Jungholz emporragende hohe Tanne. Den Schild umgibt eine ornamentierte bronzefarbene Randeinfassung.

## Persönlichkeiten
Bedeutende hier geborene oder hier wirkende Persönlichkeiten:
- Matthäus Much (1832–1909), österreichischer Denkmalpfleger und Archäologe, wurde in Göpfritz an der Wild geboren.
- Rudolf Weinwurm (1835–1911), österreichischer Musikwissenschaftler, Chorleiter und Komponist, wurde im Ortsteil Scheideldorf geboren.
- Rudolf Henz (1897–1987), österreichischer Schriftsteller und Programmdirektor des Österreichischen Rundfunks, wurde in Göpfritz an der Wild geboren.
- Lola Solar (1904–1989), Pädagogin, Hauptschuldirektorin und Abgeordnete zum österreichischen Nationalrat, war hier Lehrerin
- Godwin Schuster (* 1951), österreichischer Politiker, Abgeordneter zum Wiener Landtag, wurde in Kirchberg an der Wild geboren.